# Alexander Colville
Alexander Colville (ou Colvill) (1717-1770), 7e lord Colville de Culross, est un militaire et un vice amiral de la Royal Navy.

## Guerre de Sept Ans
En juillet 1762, apprenant la prise de Terre-Neuve par les Français, Colville se dirige vers le port de Saint-Jean. Là, il bloque pendant plusieurs jours la division du chevalier de Ternay. Colville est ensuite rejoint par les forces du lieutenant-colonel William Amherst.
Le 15 septembre 1762, alors que les Français viennent de perdre la bataille de Signal Hill, Colville laisse malencontreusement la division de Ternay s'échapper. Mais cette erreur ne portera pas ombrage à la suite de sa carrière militaire. Il est nommé, l'année suivante, commandant chargé des opérations navales en Amérique du Nord.